# 織田信富
織田 信富（おだ のぶとみ）は、江戸時代中期の大名。上野国小幡藩6代藩主。通称は主膳、靭負。官位は従五位下・和泉守。

## 生涯
4代藩主・織田信就の七男として誕生。初名は長英。
5代藩主の兄信右の長男であった信賁の死去に伴い、宝暦7年（1757年）12月11日、信右の養子となった。宝暦8年（1758年）3月1日に9代将軍・徳川家重に御目見し、12月18日に従五位下和泉守に叙任された。宝暦9年（1759年）11月11日、信右の隠居により家督を継いだ。宝暦11年（1761年）8月11日、藩主として初めてお国入りを許可される。明和元年（1764年）6月7日死去、享年42。
兄たちと同様に病弱な上、正室、子女ともになかった。丹波国柏原藩分家の高家旗本・織田信栄の四男・信邦が末期養子として家督を継いだ。

## 系譜
正室・子女ともになし
父母
- 織田信就（実父）
- 織田信右（養父）

養子、養女
- 織田信邦 ー 織田信栄の四男
- 呉姫 ー 織田信邦正室、織田信乗の養女（次女）、織田信右の娘